# حكومة مسعود يلماز الثانية
حكومة مسعود يلماز الثانية أو حكومة الجمهورية التركية الـ53 (بالتركية: Türkiye Cumhuriyeti 53. Hükümeti)‏ هي حكومة تشكلت في (6 مارس 1996 - 28 يونيو 1996) وكانت حكومة ائتلافية شكلها حزب الوطن الأم وحزب الطريق القويم. ترأس الحكومة مسعود يلماز زعيم حزب الوطن الأم.

## القائمة
| المنصب                             | الاسم                                    | الحزب | الحزب             |
| ---------------------------------- | ---------------------------------------- | ----- | ----------------- |
| رئيس الوزراء                       | مسعود يلماز                              |       | حزب الوطن الأم    |
| وزير الدولة ونائب رئيس الوزراء     | نهاد منتيش                               |       | حزب الطريق القويم |
| وزير الدولة                        | أوفوك سويماز                             |       | حزب الطريق القويم |
| وزير الدولة                        | يمان تورنر                               |       | حزب الطريق القويم |
| وزير الدولة                        | آيفر يلماز                               |       | حزب الطريق القويم |
| وزير الدولة                        | أونل ايركان 6 مارس 1995 - 25 مايو 1996   |       | حزب الطريق القويم |
| وزير الدولة                        | إبراهيم يشار                             |       | حزب الطريق القويم |
| وزير الدولة                        | خالد داغلي                               |       | حزب الطريق القويم |
| وزير الدولة                        | ايفاز غوكدمير 6 مارس 1995 - 25 مايو 1996 |       | حزب الطريق القويم |
| وزير الدولة                        | رشدي ساراج أوغلو                         |       | حزب الوطن الأم    |
| وزير الدولة                        | ايمرن ايكوت                              |       | حزب الوطن الأم    |
| وزير الدولة                        | علي ازدمير                               |       | حزب الوطن الأم    |
| وزير الدولة                        | جميل جيجك                                |       | حزب الوطن الأم    |
| وزير الدولة                        | ايرسين تاران أوغلو                       |       | حزب الوطن الأم    |
| وزير الدولة                        | عبد القادر اق سو                         |       | حزب الوطن الأم    |
| وزير الدولة                        | أيوب اشق                                 |       | حزب الوطن الأم    |
| وزير العدل                         | محمد اغر                                 |       | حزب الطريق القويم |
| وزير الدفاع الوطني                 | اولتان سونغرلو                           |       | حزب الوطن الأم    |
| وزي الشؤون الداخلية                | أولكو غوني                               |       | حزب الوطن الأم    |
| وزير الشؤون الخارجية               | إيمره غونساي                             |       | حزب الطريق القويم |
| وزير المالية                       | لطف الله كارايار                         |       | حزب الوطن الأم    |
| وزير التربية الوطنية               | تورهان تايان                             |       | حزب الطريق القويم |
| وزير الأشغال العامة والتسوية       | محمد كجيلر                               |       | حزب الوطن الأم    |
| وزير الصحة                         | يلدرم اكتونا                             |       | حزب الطريق القويم |
| وزير المواصلات                     | عمر بارودجو                              |       | حزب الطريق القويم |
| وزير الزراعة                       | عصمت عطاء الله                           |       | حزب الطريق القويم |
| وزير العمل                         | أمين كول                                 |       | حزب الوطن الأم    |
| وزير الصناعة                       | يالم ارز                                 |       | حزب الطريق القويم |
| وزير الطاقة                        | حسني دوغان                               |       | حزب الوطن الأم    |
| وزير الثقافة والمتحدث باسم الحكومة | اغاه غونر                                |       | حزب الوطن الأم    |
| وزير السياحة                       | اشلاي سايغن                              |       | حزب الطريق القويم |
| وزير الغابات                       | نوزت ارجان                               |       | حزب الطريق القويم |
| وزير البيئة                        | مصطفى تشار                               |       | حزب الوطن الأم    |